# Ősgyep
Az ősgyep emberi beavatkozás nélkül létrejött, főleg pázsitfűfélékből és pillangós virágú növényekből álló növénytársulás.
Ősgyepnek nevezzük a természetes körülmények között létrejött gyepet, mely lehet legelő, kaszáló vagy rét.

## Ősgyepes területek Magyarországon
- Abaújkéri Sóstó-legelő Természetvédelmi Terület
- Bátorligeti Legelő Természetvédelmi Terület
- Erdőbényei Fás Legelő Természetvédelmi Terület
- Szendrőládi rétek Természetvédelmi Terület